# St. Anton am Kofel

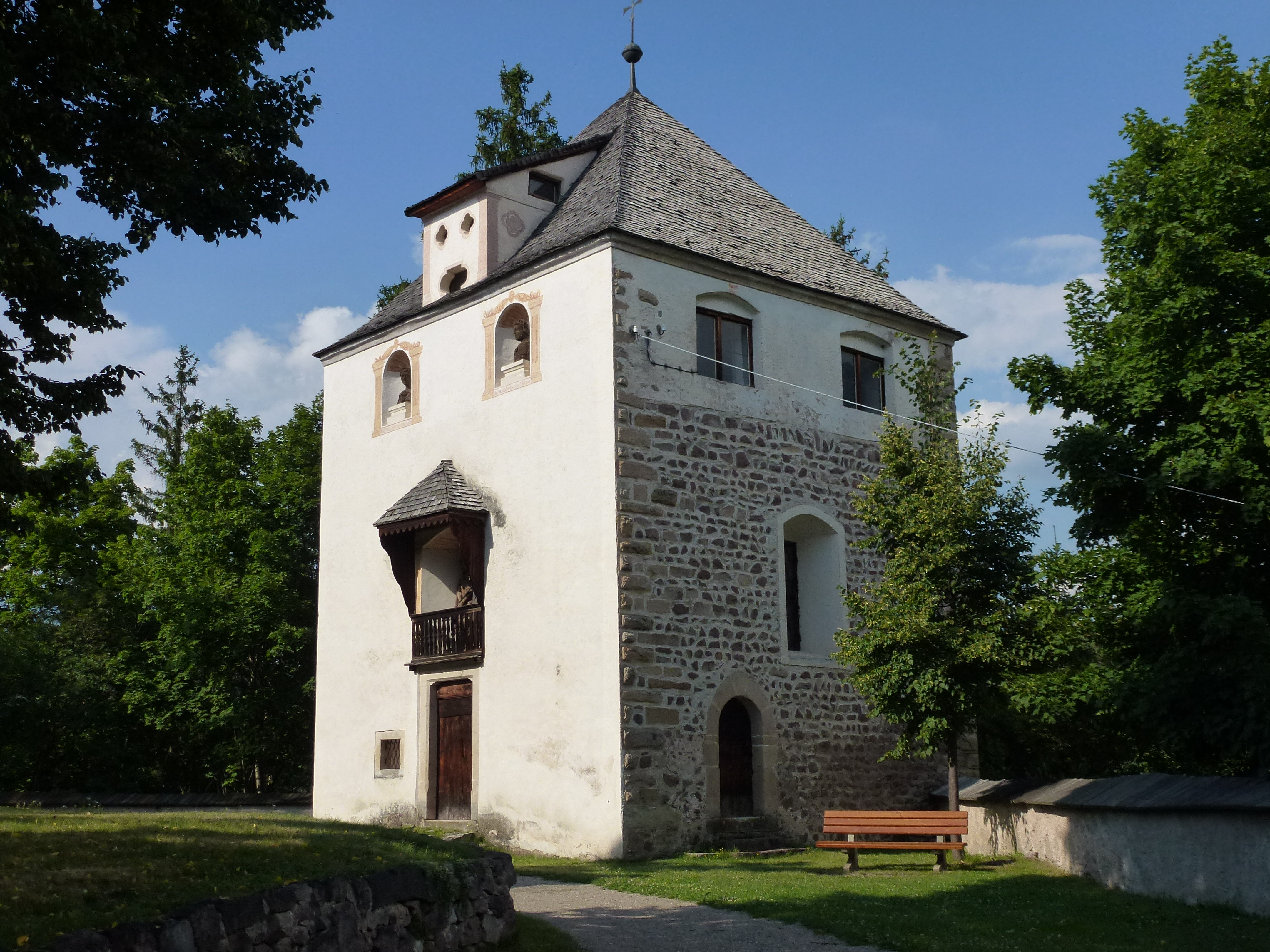
St. Anton am Kofel

St. Anton am Kofel ist eine Kapelle im Bergfried der ehemaligen Burg Kastelruth in der Marktgemeinde Kastelruth in Südtirol.

## Lage
St. Anton erhebt sich auf dem Burgberg Kofel oder Kalvarienberg, einer Hügelkuppe nördlich des Dorfzentrums von Kastelruth. Zur Kapelle führt ein Kreuzweg.

## Geschichte
Keramikfunde belegen eine Besiedlung des Kofels seit der mittleren bis späten Bronzezeit, ferner ein eiserner Helm aus dem 4. bis 3. Jahrhundert v. Chr. (heute im Tiroler Landesmuseum Ferdinandeum in Innsbruck) auf die Anwesenheit der Kelten. In römischer Zeit wurde an dem Ort ein Militärstützpunkt errichtet. Die Ersterwähnung der im 6. bis 7. Jahrhundert im Kampf zwischen Bajuwaren und Langobarden zerstörten Burg erfolgte Ende des 10. Jahrhunderts als Castelruptum. Um 1200 wurde an gleicher Stelle eine neue Wehranlage errichtet. Um die Burg dürfte sich seit dem 11. Jahrhundert ein befestigtes Vorwerk befunden haben, die der Bevölkerung bei Angriffen zum Schutz diente. Als Erbauer gelten die Herren von Kastelruth, Ministerialen und Lehensnehmer der Bischöfe von Brixen. 1264 verloren die Herren von Aichach, eine Seitenlinie der Kastelruther, die Burg nach einer Belagerung an Bischof Bruno von Brixen. Unter der Herrschaft Graf Meinhards II. fiel das Gebiet 1272 an die Grafen von Tirol. 1384 besaß Konrad IV. Herzog von Teck, Hauptmann an der Etsch, Burg und Gericht Kastelruth als Pfandlehen. Zu Beginn des 15. Jahrhunderts erscheinen als Eigentümer die Herren von Wolkenstein-Trostburg. Im Laufe der Jahrhunderte verfiel die möglicherweise als Steinbruch genutzte Burg von der im 17. Jahrhundert nur noch der Turm erhalten war. Unter der Amtszeit des Tiroler Landesfürsten Erzherzog Ferdinand Karl von Österreich-Tirol erwarb Jakob Christoph Kraus von Sala zu Krausegg die Herrschaft Kastelruth „um den Pfandschilling der Wolkensteiner und eine Zugabe von 10.000 fl.“ 1675 kaufte Georg Kraus zu Krausegg den Kofel von Christoph Rauch und ließ anschließend die Trümmer der alten Schlossruine abtragen und einebnen. Der Sockel des Bergfriedes wurden zur heutigen Kapelle St. Anton umfunktioniert.

## Beschreibung

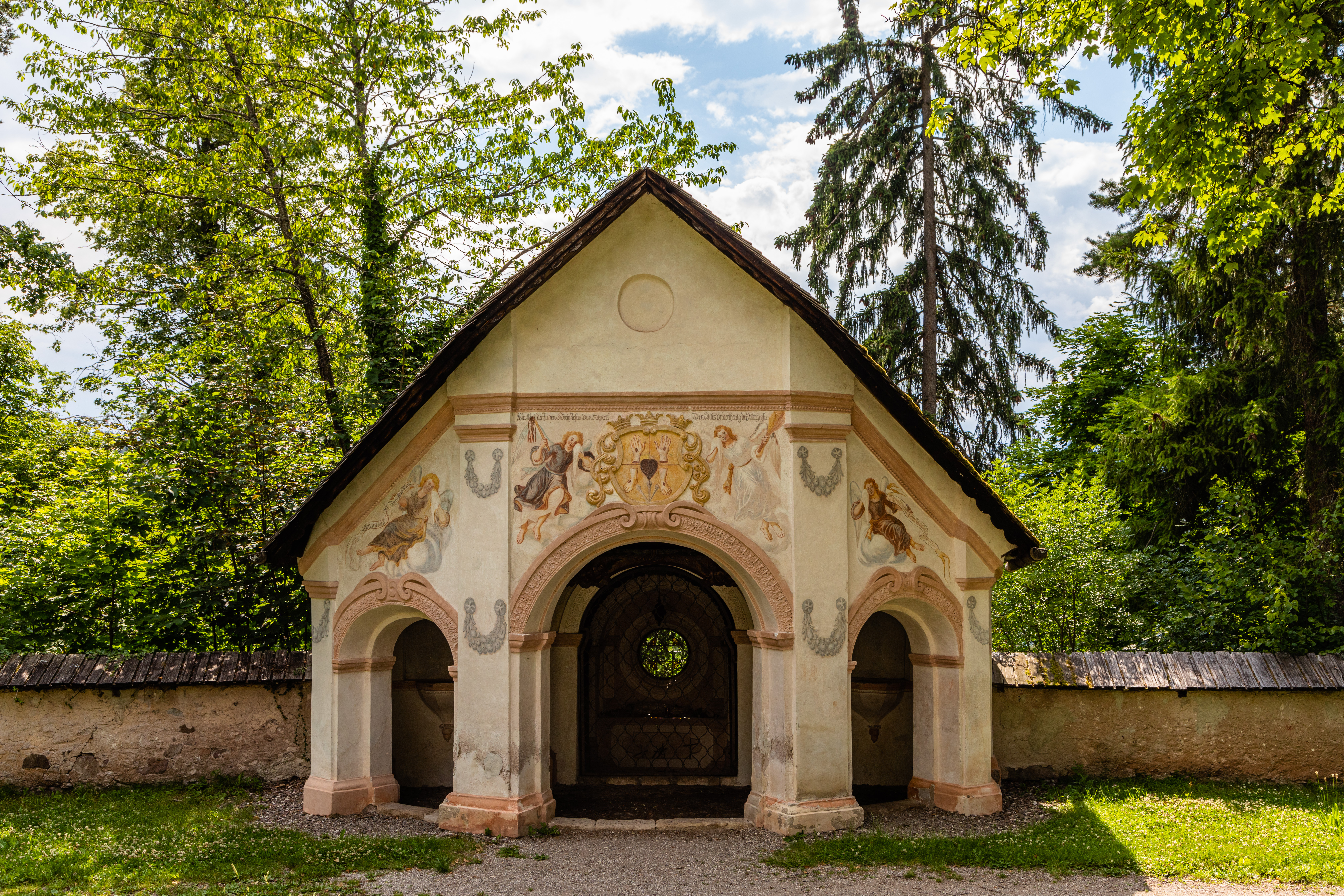
Kalvarienberg-Kapelle

Die Kapelle ist zweigeschossig mit einer steingerahmten Schulterbogentür. In Nachbarschaft stehen zwei etwas höher gelegene Kalvarienberg-Kapellen.